# Política da Coreia do Norte
A Coreia do Norte (ou República Popular Democrática da Coreia) é regida sob um governo Juche autodeclarado com um acentuado culto de personalidade organizado em volta de Kim Il-sung (o fundador da Coreia do Norte e o primeiro presidente do país) e seus descendentes que governaram o país depois dele. A fundação do país é comemorada no Dia da Fundação da República. Após a morte de Kim Il-sung, em 1994, ele foi substituído por Kim Jong il, que foi sepultado no Palácio Memorial de Kumsusan, no centro de Pyongyang.
O sistema político da Coreia do Norte baseia-se no princípio da centralização. A constituição define o país como "uma ditadura da democracia popular" sob a liderança do Partido dos Trabalhadores da Coreia (PTC), que possui supremacia legal sobre todos os partidos políticos norte-coreanos. A posição de Secretário-Geral é normalmente o líder supremo, que controla o Presidium, o Politburo, o Secretariado do partido e a Comissão Militar Central, tornando o titular do cargo a pessoa mais poderosa da Coreia do Norte.
O Partido dos Trabalhadores da Coreia (PTC) é o de facto partido reinante da Coreia do Norte, ocupando todos os cargos executivos do governo, tendo estado nesta posição desde a fundação do país em 1948. Outros partidos políticos menores também existem, mas são legalmente obrigados a aceitar o papel dominante do PTC. Eles, com o PTC, formam uma frente popular, conhecida como Frente Democrática para a Reunificação da Coreia (DFRK). As eleições ocorrem apenas em corridas de candidato único, onde o candidato é efetivamente selecionado de antemão pelo Partido dos Trabalhadores da Coreia. No total, o parlamento possui 679 membros de três partidos, além de dois parlamentares independentes, eleitos nas últimas eleições, realizadas março de 2019. O PTC elegeu a esmagadora maioria do plenário (607 parlamentares). A Frente Democrática de Reunificação da Pátria é uma coligação do Partido dos Trabalhadores da Coreia e outros dois partidos menores, o Partido Social-Democrata da Coreia e o Partido Chondoista Chongu. Estes partidos nomeiam todos os candidatos para cargos e ocupam a maioria dos assentos da Assembleia Popular Suprema.
Atualmente a Coreia do Norte é vista como um regime ditatorial e totalitarista, com todos os poderes centrados na figura do Líder Supremo, tendo ainda um grande culto à personalidade em volta da Família Kim, que governa o país com poderes absolutos desde o final da década de 1940.

## Assembleia Popular Soberana
A Assembleia Popular Suprema (APS) é o parlamento unicamaral da República Popular Democrática da Coreia e o órgão mais alto do Estado. É constituída por um deputado por cada um dos 687 círculos eleitorais, eleito para mandatos de cinco anos. Em 9 de março de 2014, foram eleitos 679 parlamentares de três partidos, além de 8 parlamentares independentes. O Partido dos Trabalhadores da Coreia elegeu a esmagadora maioria do plenário (607 parlamentares). Apesar de ser o principal órgão legislativo da Coreia do Norte, a Assembleia Popular Suprema normalmente delega a sua autoridade ao Presidium, um colegiado escolhido de entre os seus membros.
Na realidade, as eleições na Coreia do Norte são consideradas uma "farsa" e apresentam apenas candidatos únicos nas cédulas pré-aprovados pelo governo.

## Eleições
À luz da Constituição da Coreia do Norte, todos os cidadãos com mais de 17 anos, independentemente da afiliação partidária, opinião política ou religião, são elegíveis para o parlamento e para votar nas eleições. Os votantes elegem uma legislatura a cada cinco anos. Todos os candidatos são escolhidos nas mais de 600 circunscrições (unidades territoriais), sendo que os seus nomes apenas aparecerão no boletim quando nelas aprovados (assim como os partidos têm que aprovar seus candidatos em outros países). As eleições são realizadas por voto secreto. Um votante poderá riscar o nome do candidato para votar contra este. A Frente Democrática para a Reunificação da Pátria é uma Frente Popular liderada pelo Partido dos Trabalhadores da Coreia, o qual possui quase todo o poder. Os outros participantes na coligação incluem os outros dois partidos políticos reconhecidos legalmente, o Partido Social Democrata Coreano e o Partido Chondoista Chongu, bem como várias outras organizações incluindo grupos sociais e de jovens, como a secção coreana do Movimento dos Pioneiros, a Liga da Juventude Socialista de Kim Il-sung, a Liga Democrática Coreana das Mulheres e a Sociedade da Cruz Vermelha da República Popular Democrática da Coreia.
Para a comunidade internacional, as eleições na Coreia do Norte não são livres nem transparentes. Por exemplo, aqueles que querem votar contra o único candidato na cédula devem ir a uma cabine especial - na presença de um funcionário eleitoral - para riscar o nome do candidato antes de jogá-lo na urna - um ato que, de acordo com muitos norte-coreanos que fugiram do país, é muito arriscado até mesmo contemplar.

## História
Kim Il Sung governou o país de 1948 até sua morte em 1994, mantendo os cargos e funções de Secretário-Geral do Partido dos Trabalhadores (de 1949 a 1994), Prêmier (de 1948 a 1972) e Presidente do país (de 1972 a 1994). Ele foi sucedido por seu filho, Kim Jong Il. Embora o jovem Kim tenha sido o sucessor designado de seu pai desde a década de 1980, ele levou três anos para consolidar seu poder. Foi nomeado para o antigo cargo de secretário-geral do pai em 1997 e, em 1998, tornou-se presidente da Comissão de Defesa Nacional (CDN), que lhe deu o comando das forças armadas. A constituição foi alterada para tornar a presidência do NDC "o cargo mais alto do estado". Ao mesmo tempo, o cargo presidencial foi eliminado da constituição e Kim Il Sung foi designado "Líder Eterno da Coreia Juche" para honrar sua memória para sempre. A maioria dos analistas acredita que o título seja produto do culto à personalidade que ele cultivou durante sua vida.

## Funções da Assembleia Popular Soberana (APS)
De acordo com a Constituição da Coreia do Norte, a APS é o mais alto órgão do Estado. A Assembleia é convocada uma ou duas vezes por ano para reuniões regulares que duram vários dias. O Presidium serve sempre como a legislatura do país. Sessões extraordinárias da Assembleia poderão ser convocadas pelo Presidium ou por um terço dos deputados da APS.
As funções da APS são:
- Adotar, emendar ou complementar a Constituição
- Determinar a política do Estado e o orçamento
- Eleger o presidente, vice-presidente e membros da Comissão de Defesa Nacional
- Eleger o presidente e membros do Presidium
- Eleger funcionários judiciais
- Apontar o presidente, vice-presidente e outros membros do governo
- Receber relatórios e adotar as medidas do governo

A Constituição é emendada quando aprovado por dois terços do número de deputados.

## Presidium
O Presidium da Assembleia Popular Suprema é o mais alto órgão da Coreia do Norte. Exerce o poder legislativo quando a APS não está reunida, coisa que acontece todo o ano à exceção de alguns dias. Choe Ryong-hae é o atual presidente do Presidium.
O Presidium é constituído pelo presidente, vice-presidentes, secretários e outros membros. As funções do Presidium são:
- Convocar sessões da Assembleia Popular Suprema
- Examinar e aprovar nova legislação do Estado quando a APS não está reunida
- Interpretar e implementar a Constituição e a legislação
- Formar e dissolver os ministérios do Estado
- Supervisionar as leis e órgãos do Estado
- Organizar eleições para a Assembleia Popular Suprema
- Ratificar tratados com países estrangeiros
- Nomear, transferir e remover funcionários e juízes quando a APS não está reunida
- Atribuir perdões especiais e amnistias

Adicionalmente às suas funções executivas, o Presidium recebe ainda as credenciais dos representantes diplomáticos de países estrangeiros.
De acordo com a Constituição de 1998, o Presidium e o presidente do Presidium sucedem ao Comitê Permanente da Assembleia e ao Presidente do Comitê Permanente; o último cargo funcionava como presidente do parlamento e como chefe de Estado antes da eliminação do cargo de Presidente da República Popular Democrática da Coreia. Atualmente, o presidente do Presidium ( Choe Ryong-hae) é o chefe de Estado, enquanto que o presidente da Assembleia Popular Suprema, Choe Thae-bok, é apenas o presidente do parlamento.
Kim Jong-un é o Primeiro Secretário do PTC e atual presidente da Comissão de Assuntos de Estado eleito em 29 de junho de 2016 e reeleito em 11 de abril de 2019 e Supremo Comandante do Exército Popular.

## Relações exteriores

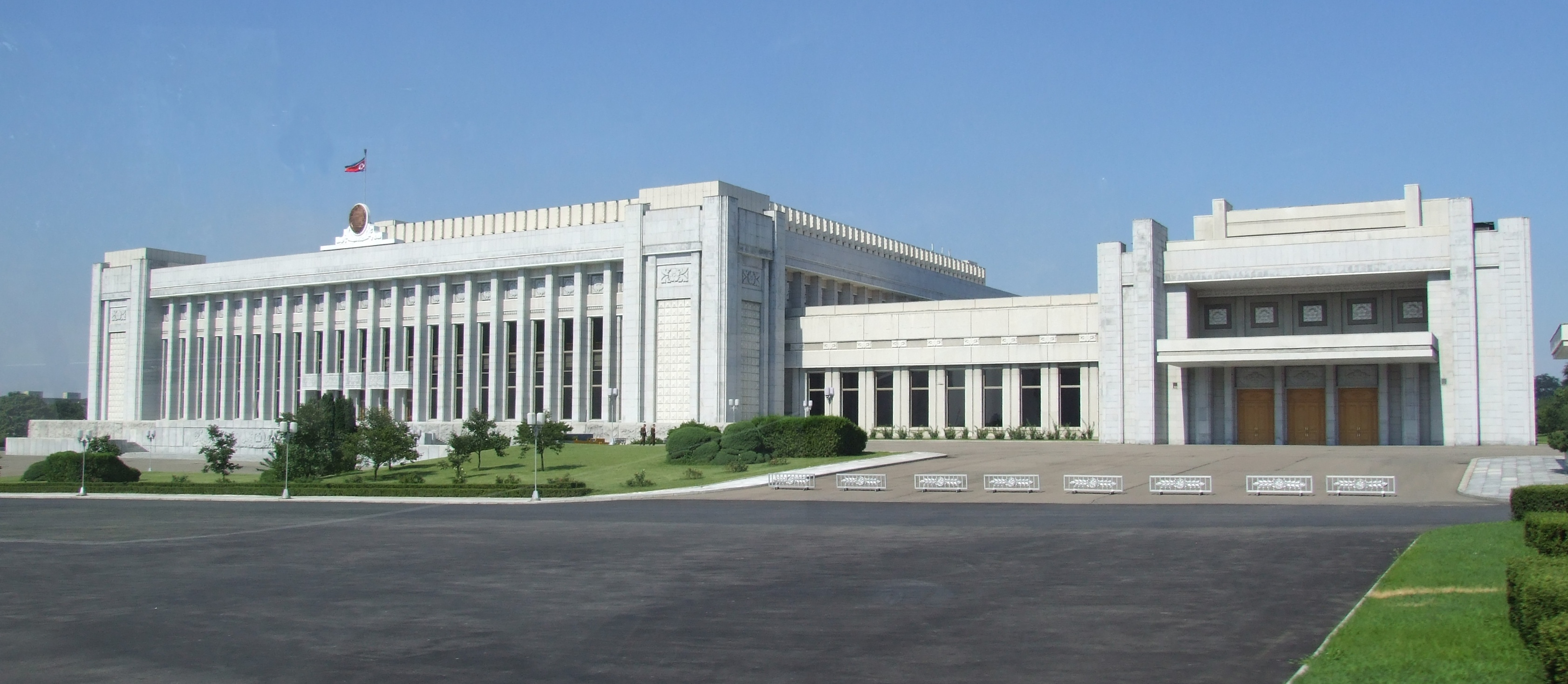
Assembleia Popular Suprema da Coreia do Norte em Pyongyang.

A Coreia do Norte, há muito tempo, mantém estreitas relações com a República Popular da China e com a Rússia. A queda do comunismo na Europa oriental em 1989, e a desintegração da União Soviética em 1991, resultou em uma queda devastadora na ajuda da Rússia à Coreia do Norte, embora a RPChina continue a fornecer ajuda substancialmente. O país continua a ter fortes laços com seus aliados socialistas do Sudoeste da Ásia, como o Vietnã, Laos, e Camboja. A Coreia do Norte começou a instalar uma barreira de concreto e arame farpado na sua fronteira ao norte, em reposta ao desejo chinês de reduzir os refugiados que fogem do governo norte-coreano. Anteriormente, a fronteira entre a China e a Coreia do Norte era fracamente patrulhada.
Como resultado do programa de armamento nuclear norte-coreano, a six-party talks foi estabelecida para procurar uma solução pacífica para o mal-estar crescente entre os governos de ambas Coreias, a Federação Rússia, a República Popular da China, o Japão, e os Estados Unidos.
Em 17 de julho de 2007, inspetores das Nações Unidas verificaram o encerramento de cinco instalações nucleares norte-coreanas, segundo um acordo feito em fevereiro de 2007.
Em 4 de outubro de 2007, o presidente sul-coreano Roh Moo-Hyun e o líder norte-coreano Kim Jong-Il assinaram um acordo de paz, sobre a questão da paz permanente, conversações de alto nível, cooperação econômica, renovações ferroviárias, viagens aéreas e rodoviárias, e uma seleção olímpica conjunta.

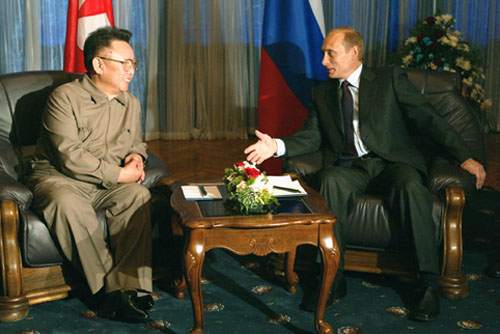
Kim Jong-il com Vladimir Putin, 23 de agosto de 2002.

Os Estados Unidos e a Coreia do Sul anteriormente designavam o Norte como um Estado patrocinador do terrorismo. Em 1983, uma bomba matou membros do governo da Coreia do Sul e destruiu um avião comercial sul-coreano; estes ataques foram atribuídos à Coreia do Norte. O país também admitiu a responsabilidade pelo sequestro de 13 cidadãos japoneses nas décadas de 1970 e 1980s, cinco dos quais retornaram ao Japão em 2002. Em 11 de outubro de 2008, os Estados Unidos removeram a Coreia do Norte de sua lista dos Estados patrocinadores do terrorismo.
A maioria das embaixadas estrangeiras conectadas com laços diplomáticos à Coreia do Norte estão situadas em Pequim, ao invés de Pyongyang.
A Coreia do Norte vem realizando testes nucleares desde 2006 - já foram 6 no total. O programa nuclear norte-coreano é severamente condenado pela comunidade internacional, e até mesmo pelos seus aliados, o que tem resultado em pesadas sanções por parte da ONU.

## Presidentes e outros Cargos na Coreia do Norte ocupados pela família Kim
| Nome        | Cargo                                     | Mandato |
| ----------- | ----------------------------------------- | --- |
| Kim Il-sung | Presidente (eterno e último presidente)   | Exerceu o cargo de primeiro-ministro de 1948 a 1972 e de presidente de 1972 até à sua morte |
| Kim Jong-il | Presidente da Comissão de Defesa Nacional | Exerceu os cargos de Presidente da Comissão de Defesa Nacional da Coreia do Norte e Secretário-Geral do Partido dos Trabalhadores da Coreia |
| Kim Jong-un | Presidente da Comissão de Defesa Nacional | Exerceu os Cargos de Presidente do Partido dos Trabalhadores da Coreia (como Primeiro Secretário entre 2012 e 2016), presidente da Comissão Militar Central, Presidente da Comissão de Defesa Nacional, Comandante Supremo do Exército Popular da Coreia |

*Depois de Kim il Sung o cargo de presidente foi considerado extinto, pois era "obsoleto" e para realizar a "real separação dos poderes".
Sendo assim o cargo de Chefe de Estado cabe ao Presidente do Presidium da Assembleia Popular Suprema. O Líder Supremo cabe ao Presidente da Comissão de Assuntos de Estado da Coreia do Norte.

Kim Il Sung
Kim Jong Il
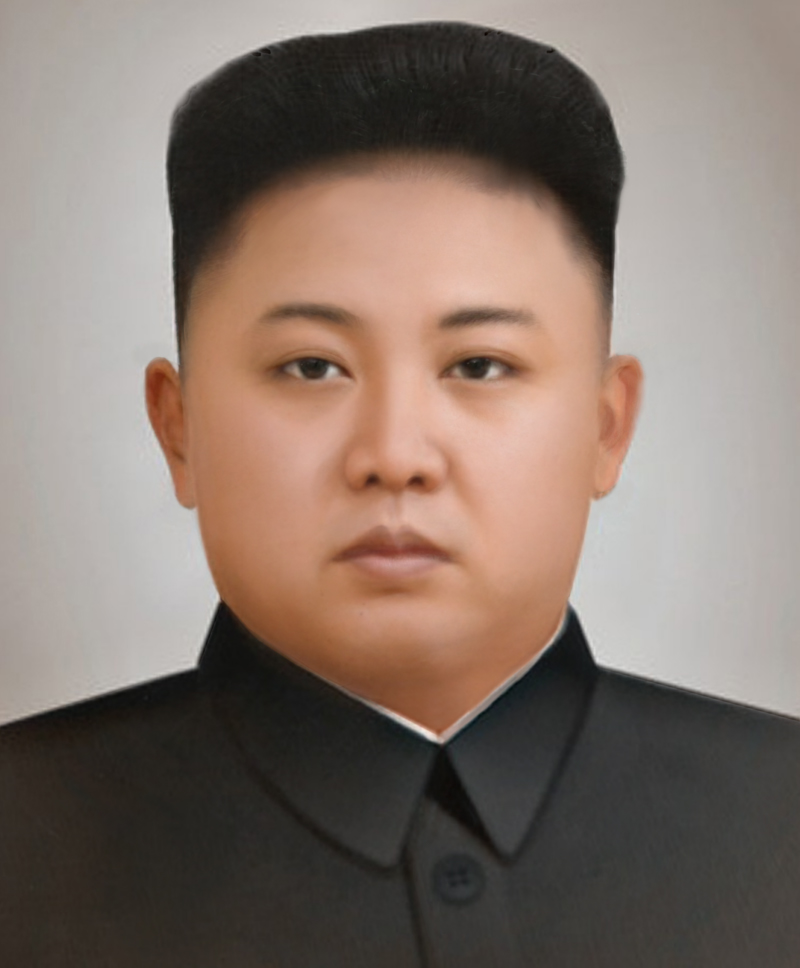
Kim Jong Un

## Chefes de Estados Da Coreia do Norte
| Nome           | Mandato             |
| -------------- | ------------------- |
| Kim Il Sung    | 1948 a 1994         |
| Kim Yong Nam   | 1998 até 2019       |
| Choe Ryong-hae | desde abril de 2019 |

*Kim Yong Nam não é pertencente a família Kim, embora tenha o nome Kim.